# José Hauer Junior
José Hauer Junior (Curitiba, 17 de agosto de 1882 – 22 de junho de 1941) foi um empresário brasileiro, pioneiro da energia elétrica do Paraná.
José Hauer Junior nasceu em Curitiba em 17 de agosto de 1882 e seus pais eram imigrantes alemães, José Hauer Senior e Therese Weiser. Ele se casou com Guilhermina Leitner, que lhe deu dois filhos. Iniciou suas atividades comerciais com seu pai, em sua empresa José Hauer & Filhos.
Um dos negócios mantidos por sua família era a Companhia de Eletricidade de Curitiba, responsável pelo fornecimento de energia à cidade, um serviço que costumava ser realizado nessa época por uma corporação do Estado de São Paulo. Ele também foi um dos proprietários da Casa Metal. Morreu em São Paulo, em 22 de junho de 1941.